# Sid Brod
Sidney Sanford „Sid“ Brod (* 13. Dezember 1899 in New York; † 10. Februar 1955 in Los Angeles, Kalifornien) war ein US-amerikanischer Regieassistent, Drehbuchautor, Produktionsmanager und Filmproduzent, der bei der Oscarverleihung 1934 für den Oscar für die beste Regieassistenz nominiert war.

## Biografie
Brod war als Regieassistent, Drehbuchautor, Produktionsmanager oder Produzent lediglich bei einigen wenigen Filmproduktionen wie Time to Love (1927), This Is the Life (1935), Straight from the Shoulder (1936), Knickerbocker Holiday (1944) und The Bing Crosby Show (1954) tätig.
Bei der Oscarverleihung 1934 gehörte er zum Kreis der Nominierten für den Oscar für die beste Regieassistenz.